# Östloning en Västloning (deel van)
Östloning en Västloning (deel van) (Zweeds: Östloning och Västloning (del av)) is een småort in de gemeente Sundsvall in het landschap Medelpad en de provincie Västernorrlands län in Zweden. Het småort heeft 90 inwoners (2005) en een oppervlakte van 45 hectare. Het småort bestaat uit de plaatsen Östloning en Västloning. Västloning hoort echter maar gedeeltelijk bij het småort.